# Croses
Croses és un antic poble del terme comunal de Rodès, a la comarca del Conflent, de la Catalunya del Nord.
Està situat a la zona central - sud del seu terme comunal. És a prop i al sud-oest del Coll de Terranera i a llevant de Nostra Senyora de Domanova.
L'alou de Croses, alode de Crodos, està documentat des de l'any 1011. Tot i que etimològicament li correspon la forma Croses, sovint apareix grafiat Crosses o les Crosses.